# Cratere Merlin
Merlin è un cratere sulla superficie di Mimas.